# Rhinogobius multimaculatus
Rhinogobius multimaculatus är en fiskart som först beskrevs av Wu och Zheng, 1985.  Rhinogobius multimaculatus ingår i släktet Rhinogobius och familjen smörbultsfiskar. Inga underarter finns listade i Catalogue of Life.